# Kristallugn

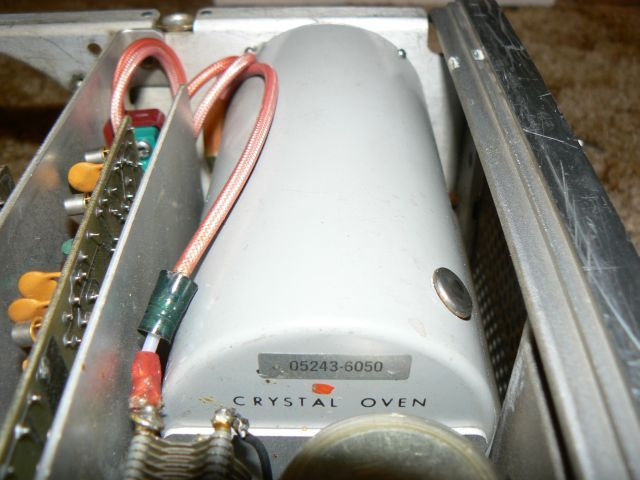
Kristallugn inuti en digitalräknare från HP

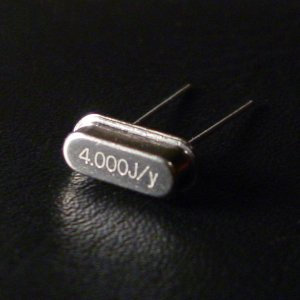
Miniatyr 4 MHz kvartskristall inkapslad i en hermetisk försluten HC-49/US-kapsling, använt som resonator i en kristalloscillator.

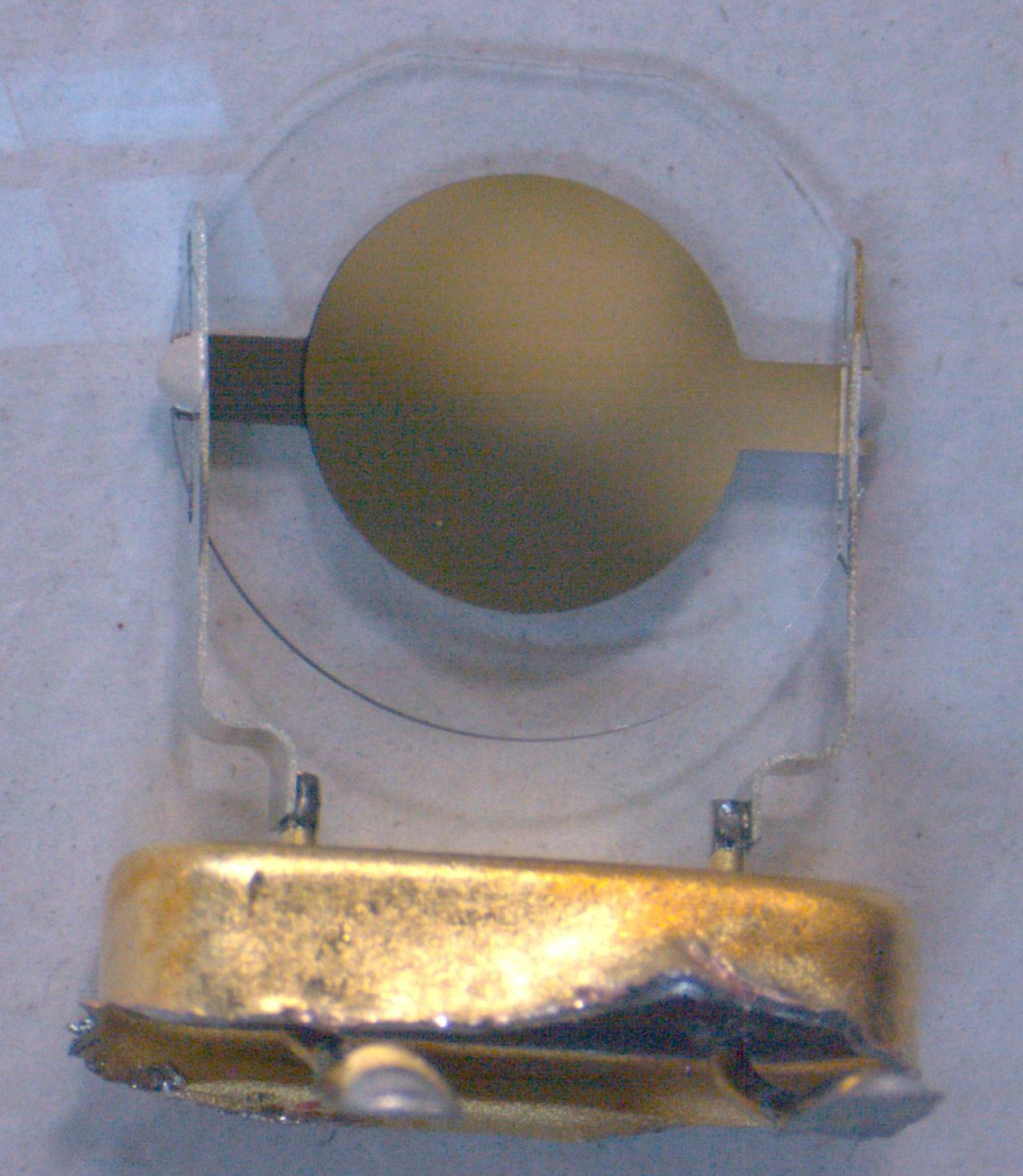
Konstruktion inuti en modern högprestanda HC-49-kapslad kvartskristall

En kristallugn är en temperaturkontrollerad kammare som används för att hålla kvartskristall i en elektronisk kristalloscillator vid konstant temperatur och därmed undvika frekvensdrift från kontraktion och expansion av kristallen. Den högsta precisionen som är möjlig med kristalloscillatorer uppnås med denna metod.
Temperaturen som används ligger något över rumstemperatur varför man slipper kylbehovet. Effekttransistorer har ett linjärt förhållande (P=α*I) mellan tillförd ström och avgiven värmeeffekt, i motsats till resistanstråd som har kvadratiskt förhållande (P=α*I²).
Kristallugnar benämns även som OCXO, vilket är en förkortning av Oven-Controlled Crystal Oscillator, dvs ugnsstyrd kristalloscillator. XO är en äldre beteckning för oscillator.

## Användning
Radiosändare, Basstationer, militär kommunikationsutrustning, precisionsinstrument för laboration etc.